# Куро-Искитим
Куро-Искитим — река в России, протекает по Кемеровской области. Устье реки находится в 5 км по правому берегу реки Большая Камышная. Длина реки составляет 8 км. Образуется слиянием рек Прямой и Удельной.
На реке находится микрорайон (посёлок) Плешки, находилась одноимённая деревня Куро-Искитим.

## Бассейн
- 5 км: Малая Винокурка
- 8 км: Удельная
- 8 км: Прямая
  - 5 км: Глухая
  - 8 км: Горячинский Лог

## Данные водного реестра
По данным государственного водного реестра России относится к Верхнеобскому бассейновому округу, водохозяйственный участок реки — Томь от города Новокузнецк до города Кемерово, речной подбассейн реки — Томь. Речной бассейн реки — (Верхняя) Обь до впадения Иртыша.